# Tenuilichus striatus
Tenuilichus striatus är en spindeldjursart som beskrevs av Mohanasundaram 1988. Tenuilichus striatus ingår i släktet Tenuilichus och familjen Tenuipalpidae. Inga underarter finns listade i Catalogue of Life.